# Sterling Trucks
Sterling Trucks, var en lastbilstillverkare under Daimler Trucks North America, med huvudkontor i Portland, Oregon, USA, och medlem av Daimler AG Truck Group. Ursprungligen tillhörde de Ford Motor Company, men blev uppköpta och omdöpta 1997. Med dåvarande huvudkontoret i Detroit, Michigan, byggde man lätta lastbilar i St. Thomas, Ontario. Lastbilarna såldes i USA, Kanada, Mexiko, Australien och Nya Zeeland.
Den 14 oktober 2008 meddelade Daimler att man skulle sluta tillverka Sterling, för att istället stärka marknaden i Nordamerika med lastbilstillverkarna Freightliner och Western Star. Företaget slutade ta in order på ny tillverkning av lastbilar januari 2009 och fabriken i St. Thomas stängdes mars 2009. Fabriken i Portland, Oregon, stängdes i juni 2010.

## Modeller

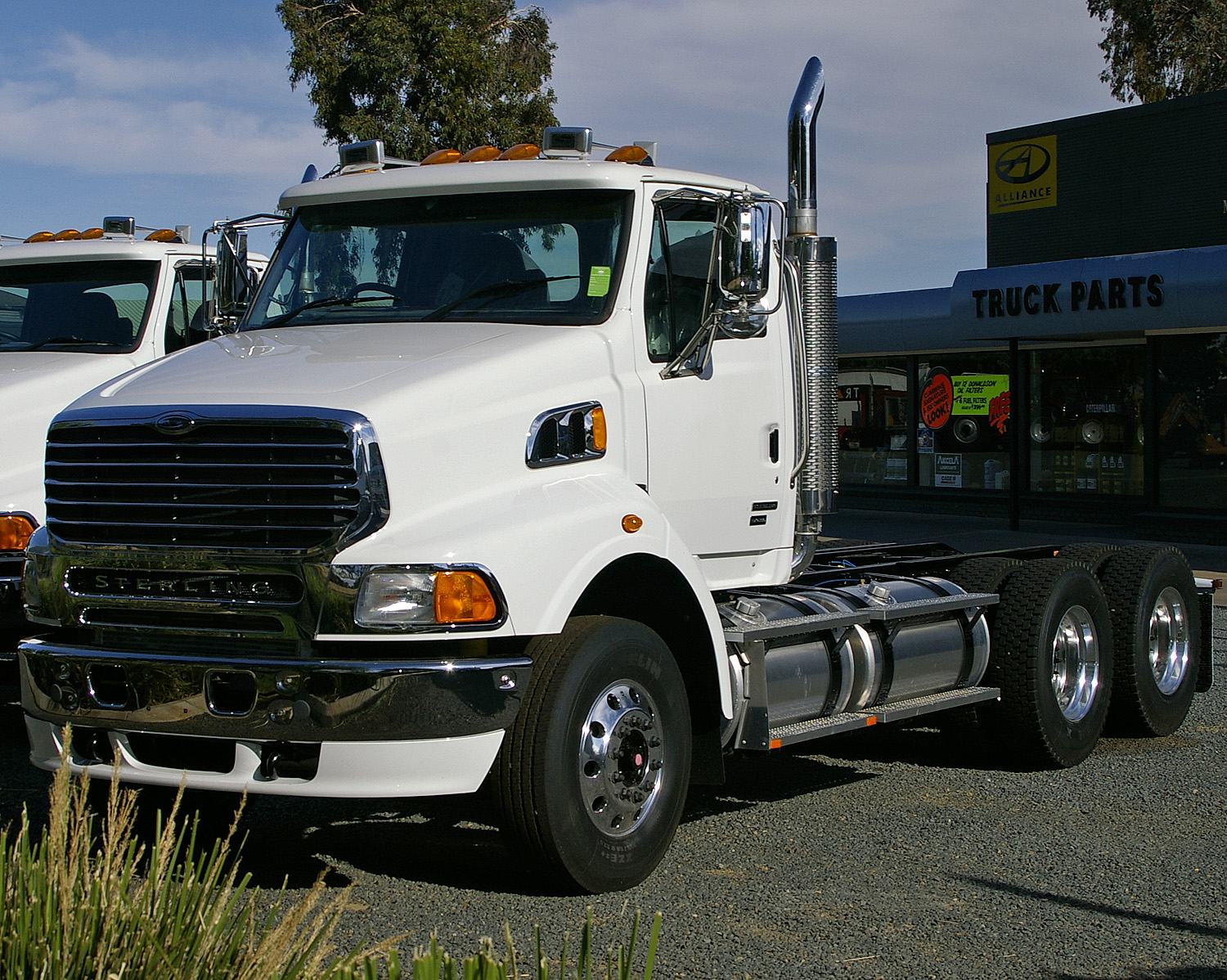
Sterling HX9500 MBE

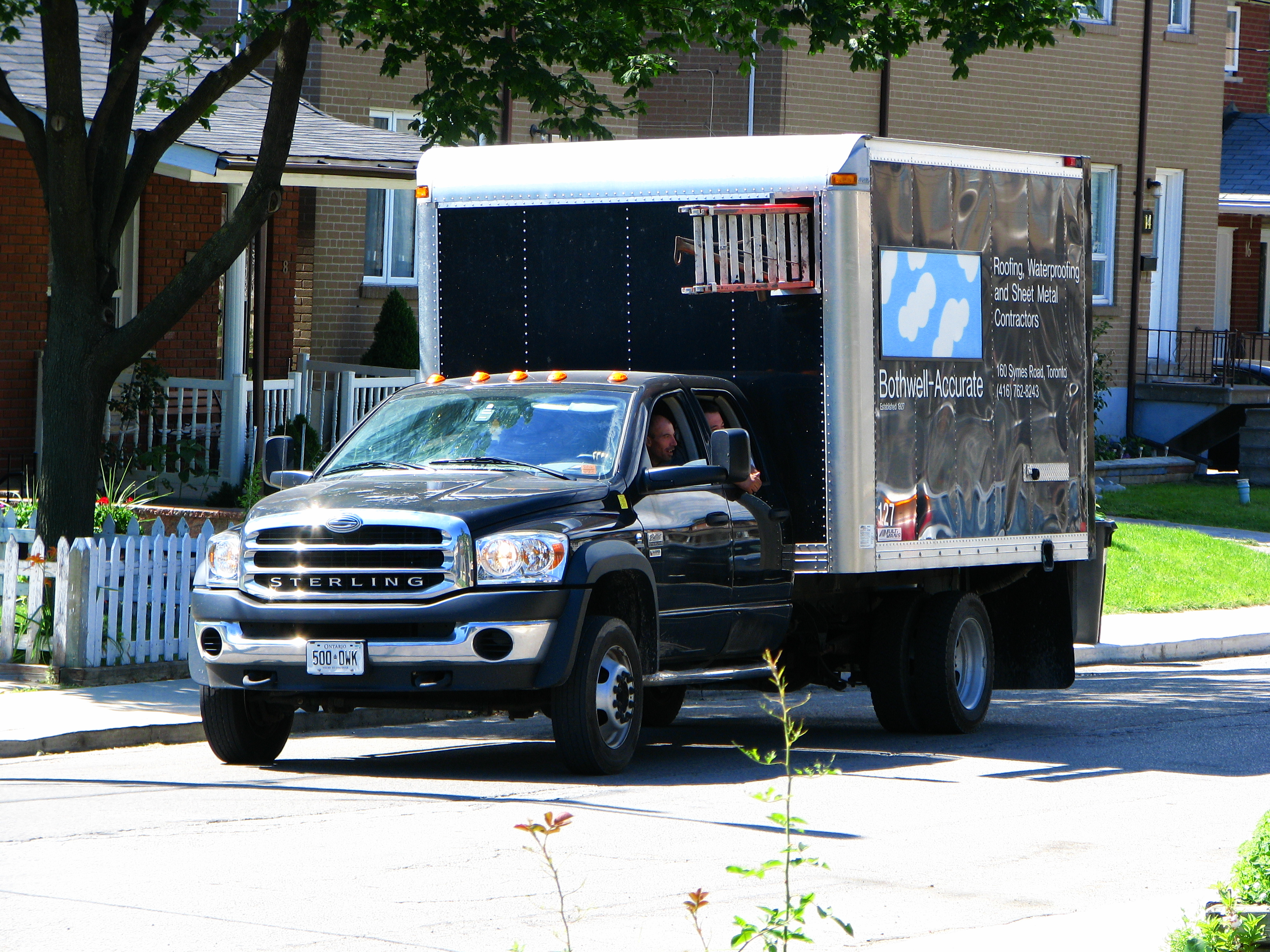
Sterling Bullet

- Sterling 360 - omdöpt till Mitsubishi Fuso [5]
- A-Line -
- Acterra - använde Ford LNT 9000 chassi
- Bullet - hytt/chassi baserad på tredje generationen Dodge Ram 4500/5500[6]
- L-Line -